# 19246 Megumisasaki
19246 Megumisasaki è un asteroide della fascia principale. Scoperto nel 1994, presenta un'orbita caratterizzata da un semiasse maggiore pari a 2,369165 UA e da un'eccentricità di 0,175905, inclinata di 3,021818° rispetto all'eclittica. Ha un diametro di 3,288 km e un periodo di rotazione di 4,05 ore.